# United Africa Company
La United Africa Company (UAC) era una empresa británica que operaba principalmente en África Occidental durante el siglo XX.
La United Africa Company se formó en 1929 como resultado de la fusión de The Niger Company, que había sido propiedad de Lever Brothers desde 1920, y de la African & Eastern Trade Corporation. A principios de la década de 1930, la United Africa Company casi llegó a la bancarrota y como resultado quedó bajo el control de Unilever, que acababa de formarse. Unilever únicamente se había creado a partir de la fusión de Lever Brothers y la Margarine Unie el 3 de marzo de 1929. La United Africa Company continuó como subsidiaria de Unilever hasta 1987 cuando fue absorbida por la compañía matriz.

## Presidentes
- 1929–1931 Robert Whaley Cohen.[3]
- 1936–1953 Lord Trenchard.
- Frank Samuel[4]
- 1969 Arthur Smith.[5]

## Flota mercante

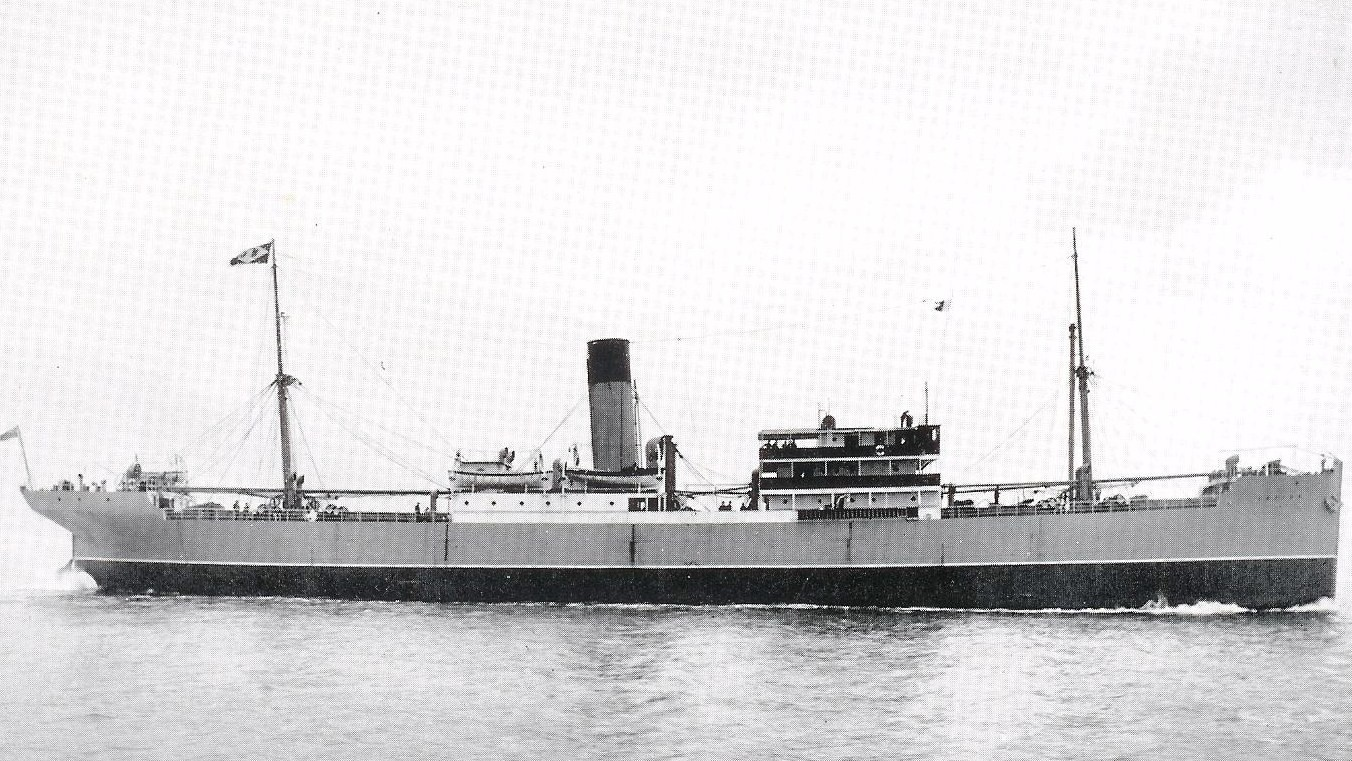
TRB 3832 Lafian: construido en 1928, desguazado en 1968.

### Antecedentes
William Hesketh Lever era un fabricante de jabones que se involucró en el comercio de África occidental para abastecer a su empresa, principalmente con aceite de palma.
En 1916, Lever se hizo cargo de la firma de Mánchester de H. Watson & Co., que tenía una flota de ocho buques, con nombres derivados de aldeas en Cheshire y Shropshire: Colemere, Delamere, Eskmere, Flaxmere, Linmere, Oakmere, Rabymere y Redesmere. Esta pequeña flota, cuyos tonelajes oscilaban entre 1.251 y 2.293, se formó en Bromport Steamship Company Ltd., llamada así por Bromborough, una ciudad en la península de Wirral que, como Port Sunlight, estaba dominada por negocios propiedad de Lever. Navegó bajo una nueva bandera azul de la casa, marcada con una estrella blanca, las letras BSCL y una L central por Lever.
En los dos años restantes de la Primera Guerra Mundial, la Línea Bromport perdió la mitad de sus barcos (Colemere, Eskmere, Redesmere y Delamere) a los submarinos alemanes.
En 1918, se agregó a la flota el buque SS Kulambanga de doble tornillo, propiedad de Lever's Pacific Plantations. En febrero de 1920, Lever adquirió la Royal Niger Company, justo a tiempo para que estallara la burbuja comercial de África Occidental —el precio del aceite de almendra de palma cayó de £ 115 por tonelada en febrero de 1920 a £ 55 por tonelada en julio de 1920—. En 1923, Lever Brothers decidió reducir sus pérdidas y retirarse del transporte marítimo.
En 1923, African & Eastern había formado una flota propia. Incluía un barco de vapor escandinavo de 2.116 TRB que fue rebautizado como Ashantian, el barco de vapor de 2.513 TRB Woodville que fue comprado a la Southern Whaling and Sealing Company, y un barco de vapor de 2.739 TRB que fue rebautizado como Ethiopian. Oakmere fue vendido a MacAndrews & Co Ltd, de Mánchester y rebautizado como Bazan. Posteriormente fue vendido en 1936 a Westcliffe Shipping Co Ltd, de Londres y rebautizada Thorpehall. Fue bombardeada y hundida en Valencia el 25 de mayo de 1938 durante la guerra civil española.
En 1925 African & Eastern puso en servicio su primer barco, el 3.543 TRB Nigerian, y cuando el Woodville se vendió en 1928 fue reemplazado por otro nuevo, el 3.832 TRB Lafian. En el mismo año, la Compañía Nigeriana, animada por la mejora de su fortuna e influenciada por el ejemplo de su rival, tomó las medidas para crear su propia flota con la compra del vapor cunard Tyria, que pasó a llamarse Ars, del antiguo lema latino de la Royal Niger Company, Ars Jus Pax (arte, justicia, paz). Ars fue desechado en 1930.

### Después de la fusión
Cuando se produjo la fusión, la nueva compañía contaba con una flota de cinco buques. La idea de comercializar compañías en África Occidental para operar sus propias flotas no era nueva ya que muchas de las compañías que ahora formaban parte de la UAC, incluyendo Hatton & Cookson, habían tenido sus propias flotas, sesenta o más años antes. Millers Ltd y F&A Swanzy Brothers, ambas filiales africanas y orientales, siguieron operando veleros hasta 1924; y John Holt, la compañía con sede en Liverpool que era una de los rivales de UAC en África Occidental, también operaba su propia flota.
El principal requisito del comercio con África Occidental era que la flota estuviera compuesta por varios barcos pequeños en lugar de unos pocos grandes. Las entregas tenían que ser frecuentes, y había muchos puertos que atender. El tamaño de la nueva empresa hizo que las perspectivas para la nueva flota de UAC fueran mucho mejores que las de la antigua Línea Bromport. Pronto la UAC comenzó a expandir rápidamente su flota.
Entre 1930 y 1934 se compraron otros siete buques de segunda mano, el mayor de los cuales era el de 5.449 TRB de Lagosian. Siguiendo las tradiciones de A&E, los barcos llevaban el nombre de los países o puertos con los que servían: Mendian, Zarian, Kumasian, Lagosian, Congonian, Gambian y Dahomian. Hubo una segunda ola de expansión de la flota en 1930, en parte debido a la mejora de las condiciones comerciales, pero también porque Unilever tenía grandes sumas de dinero en Alemania que habían sido bloqueadas por el gobierno alemán. Era imposible sacar este dinero del país de la manera normal, pero se podía utilizar para construir barcos en Alemania. Este nuevo programa de construcción se acordó en 1934, y el primer barco que se completó se incorporó a la flota en 1935. Era el 4.917 TRB Ashantian, el segundo barco que llevaba este nombre; el primero se vendió en 1932. Esto fue seguido de cerca por su nave hermana, la Kumasian.
A medida que el programa de construcción fue avanzando, se vendieron la mayoría de los antiguos buques de segunda mano; Zarian y Mendian se vendieron como chatarra, y los originales Kumasian y Congonian a compradores italianos en 1935 y 1936, respectivamente. El Gambian se vendió en 1936. El lanzamiento de Lafian y Zarian en 1938 marcó el final de este importante programa de construcción.
Con el estallido de la guerra en septiembre de 1939, el gobierno británico requisó inmediatamente los 16 barcos de la United Africa Company:
| Embarcación   | Construido | Tipo                                | TRB   | Notas |
| ------------- | ---------- | ----------------------------------- | ----- | --- |
| SS Lagosian   | 1928       | Carga en general                    | 5,449 | |
| SS Dahomian   | 1929       | Carga en general                    | 5,277 | Construido por Northumberland Shipbuilding Company (1927) Ltd, Howden-on-Tyne. Completado en junio de 1929 como Greek Themoni para Kassos Steam Navigation Co Ltd (Pnevmaticos, Rethymnis, Yannaghas), Syra. En 1933 fue vendida a Gran Bretaña y renombrada Dahomian por United Africa Co Ltd, Londres. |
| SS Warrian    | 1929       | Carga en general                    | 1,057 | Servicios costeros africanos, ex Frank. En 1937 comprado a CJ Reim, Porsgrunn, (Noruega) renombrado Warrian. Fue hundida en una colisión en el Golfo de Guinea el 12 de diciembre de 1941. |
| SS Ashantian  | 1935       | Carga en general                    | 4,917 | |
| SS Kumasian   | 1935       | Carga en general                    | 4,917 | |
| SS Guinean    | 1936       | Carga en general                    | 4,900 | Construido en Alemania |
| SS Liberian   | 1936       | Carga en general                    | 5,129 | Construido en Alemania |
| SS Nigerian   | 1936       | Carga en general                    | 5,423 | Construido en Alemania |
| SS Leonian    | 1936       | Carga en general                    | 5,419 | Construido en Alemania |
| SS Ethiopian  | 1936       | Carga en general                    | 5,424 | Construido en Alemania |
| SS Matadian   | 1936       | Portador de aceite vegetal a granel | 4,275 | |
| MV Congonian  | 1937       | Portador de aceite vegetal a granel | 5,065 | Construido en Alemania |
| MV Gambian    | 1937       | Carga en general                    | 5,457 | Construido en Alemania |
| MV Takoradian | 1937       | Carga en general                    | 5,599 | Construido en Alemania |
| SS Conakrian  | 1937       | Carga en general                    | 4,876 | |
| SS Lafian     | 1937       | Carga en general                    | 4,876 | |
| SS Zarian     | 1937       | Carga en general                    | 4,876 | |

### Servicio de tiempo de guerra

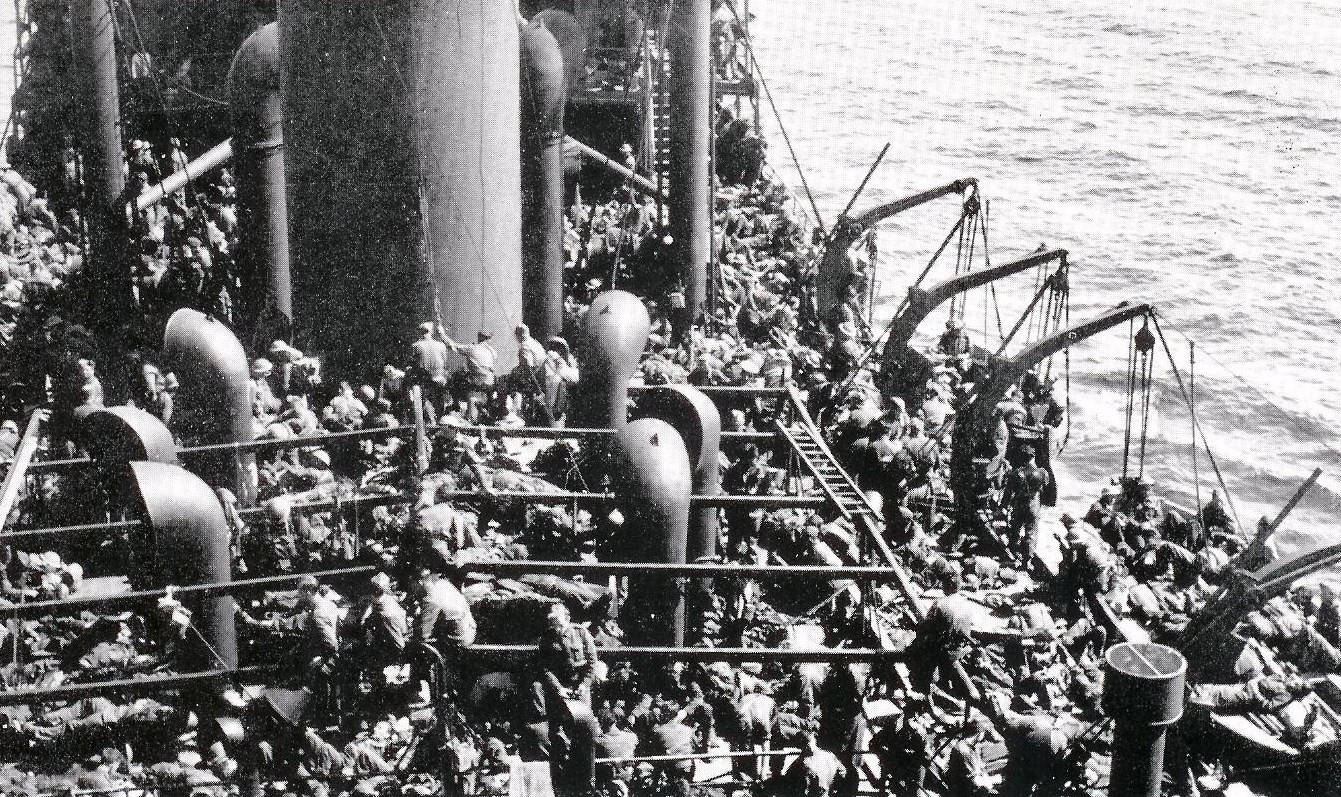
A bordo de Guinean en junio de 1940: algunos de los 3.600 hombres repatriados de Francia en la Operación Ariel.

"Guinean" fue el primero de la flota en entrar en acción. El 17 de junio de 1940 estuvo en Saint-Nazaire participando en la evacuación de los restos de la Fuerza Expedicionaria Británica (BEF) en la Operación Ariel.
El 30 de junio de 1940, el Zarian fue torpedeado por el U-26, a 250 millas náuticas (460 km) frente a las Islas Scilly. Fue golpeado en medio de los barcos en la popa a babor. Afortunadamente no hubo víctimas y fue remolcado a Falmouth por el remolcador HMS Salvonia para su reparación y regresó al servicio en junio de 1941. Había estado en ruta en lastre desde Portsmouth hasta Dakar.
Lagosian no tuvo tanta suerte. En septiembre de 1940 fue bombardeada en el Mar del Norte con la pérdida de cinco vidas. Al igual que el Conakrian, que fue torpedeado en octubre de 1940, pudo llegar a puerto, pero el 18 de noviembre de 1940 el Congonian fue el primer barco que se perdió. Fue torpedeada en Freetown por U-65.
Sin embargo, un destino diferente le sucedió a los buque Takoradian y Gambian . Habían ido a Dakar en busca de diésel, y el 5 de julio de 1940, poco después de la caída de Francia, y fueron abordados por funcionarios franceses de Vichy y confiscados. No fueron liberados hasta 1943.
En el mar las pérdidas continuaron. El 5 de agosto de 1941, el Kumasian fue hundido por un torpedo frente a la costa irlandesa por el U-74. Hubo una única muerte, con los 59 sobrevivientes recogidos por la corbeta Royal Navy HMS La Malouine.
En las primeras horas del 24 de septiembre de 1941, el convoy SL-87, con destino de Freetown a Liverpool, fue atacado a 500 millas de las Azores. Se perdieron tres naves: Lafian, John Holt y el Dixcove de la compañía Elder Dempster's por el submarino U-107 responsable de los tres barcos.
El capitán Evan Llewellyn Philips MBE, maestro del Lafian, dejó este relato de su último viaje:

La quinta o sexta noche después de nuestra partida de Freetown comenzó la diversión. El primer barco que fue torpedeado fue uno de los de la compañía Silver Line, que fue golpeado en medio del buque y cayó hacia atrás....A la noche siguiente, más o menos a la misma hora, a las 22.30 horas, el enemigo volvió a atacar y dos barcos fueron alcanzados y hundidos. La noche siguiente, el submarino alemán tipo IX U-67, llegó de nuevo más o menos a la misma hora, pero únicamente logró atacar a uno en esa ocasión, St Clair, dirigido por la UAC y comandado por el Capitán Readman. Pronto desapareció, de hecho no tuvieron tiempo de bajar ningún bote y tuvieron que saltar por él. Más tarde fueron recogidos por uno de los buques de escolta, pero faltaban 13 cuando se pasó lista. Aproximadamente a las 04:30 horas de la misma noche nos golpearon en medio del barco, al igual que el John Holt, el barco del Comodoro y otro barco perteneciente a los Elders. De los 13 barcos que salieron de Freetown, quedaban cuatro, pero me enteré de que los cuatro restantes llegaron a su destino.

Cuando llegué al puente después de que nos atracaran, mi oficial jefe, el Sr. Croft, me preguntó si podía bajar los botes salvavidas. Pude sentir que la nave estaba condenada mientras se llenaba y llevaba una lista a estribor. Por supuesto que estuve de acuerdo y luego me dirigí a los cuarteles de marineros y bomberos para asegurarme de que nadie había dormido durante todo el viaje. No encontré a nadie y regresé en medio del barco donde todos los oficiales y la tripulación estaban reunidos, todos contados. Bajamos las barcas y mientras los hombres las llenaban, una aparición en blanco voló a mi lado. Este más tarde resultó ser el segundo oficial que iba por sus pantalones....

Según las mejores tradiciones y costumbres, fui el último hombre en abandonar el barco.... Poco después de que los dos barcos se despejaron el Lafian, se dio la vuelta y se hundió lentamente.

Todos los miembros de la tripulación, incluyendo el capitán, 37 miembros de la tripulación, 5 artilleros DEMS y 4 pasajeros fueron recogidos por el HMS Gorleston y llevados a Ponta Delgada en las Azores. No hubo pérdidas de vidas.
El Nigerian, no acompañado, fue hundido a las 00:05 horas del 9 de diciembre de 1942. Había sobrevivido a un ataque aéreo en Liverpool durante el bombardeo, pero esta vez fue hundida por un torpedo a 130 millas de la colonia inglesa de Isla Trinidad por el submarino alemán tipo IX U-508. Cuatro miembros de la tripulación y un pasajero murieron. Hubo 56 sobrevivientes. Cuatro pasajeros —un oficial de la RAF y tres oficiales del ejército— fueron hechos prisioneros en el submarino. El capitán y 29 supervivientes fueron recogidos el 11 de diciembre de 1942 por el submarino USS PC-624 de la Marina de los Estados Unidos y desembarcados en Moruga Bay, Trinidad. El oficial en jefe y 14 sobrevivientes fueron recogidos por el buque mercante canadiense Newbrundoc y el segundo oficial y 6 sobrevivientes fueron recogidos por el buque mercante panameño Maravi.

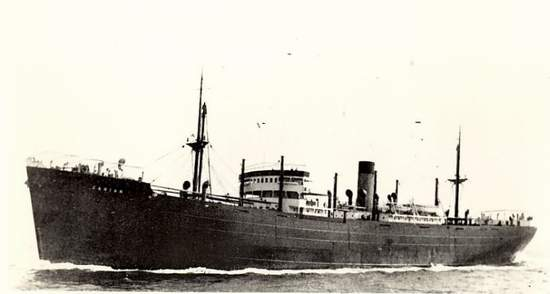
TRB 4871} Zarian.

Veinte días después, a las 21:23 del 28 de diciembre de 1942, en su camino de Leith a Takoradi y rezagada del Convoy ON 154, Zarian fue torpedeada y hundida por el U-591, con la pérdida de cuatro vidas. Zarian había sido alcanzada inicialmente por un torpedo del U-406, pero fue el U-591 el que dio el golpe de gracia cuando ya estaba abandonado el Zarian justo antes de la medianoche. Cuatro miembros de la tripulación se perdieron, y los 49 sobrevivientes restantes fueron recogidos por el destructor HMS Milne a las 08:15, y llevados a Ponta Delgada en las Azores.
El 28 de marzo de 1943, la nave Lagosian, que había sido reparada después de su ataque anterior, fue finalmente hundida por un torpedo por el U-167, en su camino de Argel a Takoradi vía Gibraltar. Fue alcanzada por un torpedo, se partió en dos y se hundió al sureste de las Islas Canarias. Once personas murieron, y los 35 supervivientes fueron recogidos por el Emperi Denis y llevados a Banjul, Gambia.
Un mes después vino la peor tragedia de la guerra de la flota. El 21 de abril de 1943, de camino a Nueva York en el Convoy ONS-3, el Ashantian fue torpedeado por el U-415, y hundido al noreste de St. Johns con la pérdida de 16 miembros de la tripulación, entre ellos el capitán, el capitán Charles Carter-Taylor y el convoy commodore, el capitán Jeffery Elliott, DSO, RD, RN. Ambos fueron vistos por última vez tratando de liberar una balsa a popa. Fue alcanzada por un torpedo a estribor, y de repente se hundió 7 minutos después de que el torpedo lo golpeara. Los sobrevivientes fueron recogidos por HMS Northern Gift en un plazo de 3 horas.
El Ashantian había sobrevivido a un ataque anterior de U-137, el 26 de septiembre de 1940, cuando, como parte del Convoy OB 218, fue alcanzada en medio de los buques por babor por un único torpedo. Desactivó la nave, matando a cuatro tripulantes de guardia en la sala de máquinas. Ambos botes salvavidas de babor habían sido destruidos, y los 38 tripulantes supervivientes abandonaron inmediatamente el barco usando únicamente los dos botes salvavidas de estribor, pero uno de ellos se inundó, por lo que todos tuvieron que abordar el único bote salvavidas que quedaba. A la luz del día volvieron a abordar el buque, recuperaron el bote salvavidas inundado y enviaron señales de socorro a un avión que volaba en círculos. El comandante de la corbeta de clase Flower, el HMS Gloxinia, ordenó a la tripulación que abandonara el buque de nuevo porque se informó de la existencia de un submarino en la cercana bahía de Dromore. El 27 de septiembre de 1940, el capitán y la tripulación fueron devueltos al buque, donde fueron remolcados hasta Rothesay por los remolcadores HMS Superman y HMS Seaman. Fue varada en Kames Bay el 30 de septiembre de 1940. En mayo de 1941 el barco fue reflotado y remolcado a Glasgow, donde fue reparado y puesto en servicio en septiembre de 1941.

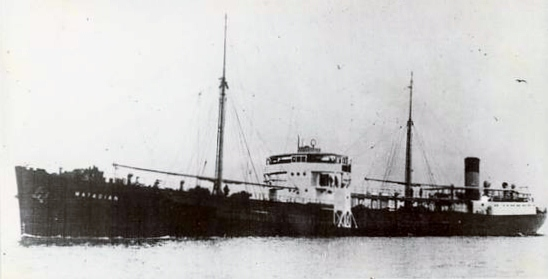
TRB 4275 Matadian.

La tripulación del Matadian sin escolta tuvo más suerte cuando fue atacada y hundida por el U-66, en el Golfo de Guinea, en ruta de Lagos al Reino Unido, el 21 de marzo de 1944. La única herida se produjo cuando el  oficial jefe fue derribado del puente por la explosión. Estaban lo suficientemente cerca de la orilla para ser recogidos por dos lanchas de la Marina Real Británica, la HMS ML-282 y la HMS ML-1016.
El Dahomian, también sin escolta, se perdió a 10 millas al oeste-suroeste de Cape Point, Sudáfrica, el 1 de abril de 1944, torpedeado por el U-852. Dos tripulantes murieron y hubo 49 sobrevivientes. Fueron recogidos por dos balleneros armados sudafricanos, HMSAS Krugersdorp y HMSAS Natalia, y aterrizaron en Simonstown. Estaba en camino de Nueva York a Ciudad del Cabo, pasando por Isla Trinidad. Fue la última nave de la United Africa Company que se hundió. De los 16 barcos que comenzaron la guerra, nueve habían sido hundidos. De los siete restantes, cinco fueron dañados. Los únicos dos barcos ilesos eran el Leonian y el Ethiopian, que habían servido la mayor parte de la guerra con la Marina Real Británica. Además de los barcos, se habían perdido 46 vidas.
Durante la guerra, la UAC había intentado compensar sus pérdidas construyendo tres buques de reemplazo, a saber, el Congonian (1942), el Kumasian (1943) y el Lafian (1943). En 1945, la United Africa Company tenía únicamente  10 naves.

### Final de la flota
En 1947 se compraron tres nuevos barcos bajo el esquema gubernamental de desguace de barcos, llamados Ashantian, Lagosian y Zarian. Al año siguiente la compañía puso en servicio dos barcos más: Nigerian y el petrolero Matadian.
Estas adiciones incrementaron la flota a quince. Pero los barcos por sí solos no resolvieron el problema de cómo debería funcionar mejor el interés de la United Africa Company en el transporte marítimo en la era de la posguerra. Cada vez estaba más claro que el futuro de la parte marítima de la empresa podía ser mejor servido si se establecía como una empresa independiente, un transportista común capaz de operar de la misma manera que otras líneas aéreas y no ligado exclusivamente al tráfico de la UAC. Así, el 16 de febrero de 1949, se celebró una junta general extraordinaria de accionistas para crear una nueva empresa. Esto se hizo reviviendo los artículos de asociación inactivos de la antigua Southern Whaling and Sealing Company y cambiando su nombre a Palm Line.